# Семененко Валерій Фокович
Валерій Фокович Семененко (нар. 14 червня 1940) — громадський діяч української діаспори Росії, один зі засновників і співголова Об'єднання українців Росії та Федеральної національно-культурної автономії «Українці Росії».

## Громадська діяльність
Понад двадцять років життя Валерія Семененка, який мешкає в Російській Федерації з 1968 року, пов'язано з організованою діяльністю українських громадських організацій Росії, ініціатором створення яких наприкінці 1980-х років ще у колишньому Радянському Союзі він був. За його безпосередньої участі та ініціативи засновані Московське товариство української культури «Славутич», регіональна громадська організація «Українці Москви», Об'єднання українців Росії, Федеральна національно-культурна автономія українців Росії. Останнє призупинило діяльність через судове переслідування ФНКА в Росії.
Валерій Семененко багато років очолював українську недільну школу та згодом — Український культурно-освітній центр у Москві, одним з першим на території Росії поставив питання про необхідність створення системи української освіти в країні; був членом ініціативної групи зі створення у 1988 році Бібліотеки української літератури в Москві; активно сприяє розповсюдженню української преси та книжки в Росії; систематично бере участь у громадсько-політичних передачах та програмах на радіо та телебаченні.
Українська громада неодноразово обирала Валерія Семененка на керівні посади у громадських об'єднаннях: він багато років очолював регіональну громадську організацію «Українці Москви», у 1997 році обраний заступником голови Об'єднання українців Росії, у 2002 році — першим заступником, а у 2005 — співголовою Об'єднання та Федеральної національно-культурної автономії українців Росії. Обирався членом Ради Директорів Світового Конґресу Українців, членом ревізійної комісії Української Всесвітньої Координаційної Ради.
Нагороджений орденом України «За заслуги» ІІІ ступеня.